# Kim Hwan-hee
Kim Hwan-hee (Hangul= 김환희, RR= Gim Hwan-hui; n. 25 de agosto de 2002-) es una actriz surcoreana.

## Carrera
Es miembro de la agencia Namoo Actors (나무엑터스).
Comenzó su carrera como actriz infantil en 2008, manteniéndose activa desde entonces. 
Ha participado en dramas de televisión, tales como Invincible Lee Pyung Kang (2009), Believe in Love (también conocida como My Love, My Family, 2010), My One and Only (2010), y You're the Best, Lee Soon-shin (2013), así como en las películas Born to Sing (2013) y The Wailing (2016).
En febrero de 2020 se unió al elenco recurrente de la serie I'll Go To You When The Weather Is Nice (también conocida como I'll Come By When The Weather's Good), donde interpretó a Im Hwi, la hermana menor de Im Eun-seob (Seo Kang-joon), hasta el final de la serie el 21 de abril del mismo año.
En marzo de 2021 se anunció que se había unido al elenco de la película Hello donde dará vida a Soo-mi, una joven que es abandonada al nacer y no tiene a nadie en la vida de quien pueda depender.

## Filmografía

### Películas
| Año  | Título                                | Papel       | Ref.        |
| ---- | ------------------------------------- | ----------- | ----------- |
| 2011 | Night Fishing                         |             |             |
| 2011 | Miracle (Bicycle Looking for a Whale) |             |             |
| 2013 | Born to Sing                          | Moon Bo-ri  |             |
| 2016 | The Wailing                           | Hyo-jin     | [ 5 ]       |
| 2018 | Middle School Girl A                  | Jang Mi-rae | [ 6 ] [ 7 ] |
| 2021 | Hello                                 | Soo-mi      |             |

### Series de televisión
| Año  | Título                                       | Papel                           | Red       | Ref.   | Notas               |
| ---- | -------------------------------------------- | ------------------------------- | --------- | ------ | ------------------- |
| 2008 | Robber                                       | Jang Yoo-jin                    | SBS       |        |                     |
| 2008 | I Love You, Don't Cry                        | Im Yoon-ji                      | MBC       |        |                     |
| 2009 | Invincible Lee Pyung Kang                    | Lee Pyung-ohn                   | KBS2      |        |                     |
| 2010 | Sunday Drama Theater - "Jo Eun-ji's Family"  | Jo Eun-ji                       | MBC       |        |                     |
| 2011 | Believe in Love                              | Kim Ran-yi                      | KBS2      |        |                     |
| 2011 | Drama Special - "Our Happy Days of Youth"    | Dal-rae                         | KBS2      |        |                     |
| 2011 | My One and Only                              | Yoon Yi-rang                    | KBS1      |        |                     |
| 2011 | HDTV Literature - "My Mother and Her Guest"  | Ok-hee                          | KBS1      | [ 8 ]  |                     |
| 2011 | You're Here, You're Here, You're Really Here | Joo-ri                          | MBN       |        |                     |
| 2012 | Reply 1997                                   | Sung Shi-won (de joven)         | tvN       |        |                     |
| 2012 | Ohlala Couple                                | Hija de Lee Baek-ho             | KBS2      |        |                     |
| 2013 | You Are the Best!                            | Han Woo-joo                     | KBS2      |        |                     |
| 2013 | Adolescence Medley                           | Hermana menor de Shin Young-bok | KBS2      |        | (cameo, episodio 3) |
| 2014 | Angel Eyes                                   | Bo-ram                          | SBS       |        | (cameo)             |
| 2015 | Oh My Ghost                                  | Yoon Chae-hee                   | tvN       |        | (cameo episodio 8)  |
| 2016 | On the Way to the Airport                    | Park Hyo-eun                    | KBS2      |        |                     |
| 2017 | Revenge Note                                 | Jung Deok-hee                   | oksusu TV | [ 9 ]  |                     |
| 2019 | Beautiful World                              | Park Soo-ho                     | JTBC      | [ 10 ] | 16 episodios        |
| 2020 | I'll Go To You When The Weather Is Nice      | Im Hwi                          | JTBC      |        | 16 episodios        |

## Premios y nominaciones
| Año  | Premio                               | Categoría                          | Nominación                       | Resultado | Ref.   |
| ---- | ------------------------------------ | ---------------------------------- | -------------------------------- | --------- | ------ |
| 2009 | KBS Drama Awards                     | Mejor Actriz Joven                 | Invincible Lee Pyung Kang        | Nominada  |        |
| 2011 | KBS Drama Awards                     | Mejor Actriz Joven                 | Believe in Love, My One and Only | Ganadora  | [ 11 ] |
| 2013 | KBS Drama Awards                     | Mejor Actriz Joven                 | You're the Best, Lee Soon-shin   | Nominada  |        |
| 2016 | 37 Blue Dragon Film Awards           | Mejor Actriz Revelación            | The Wailing                      | Nominada  |        |
| 2016 | 53 Grand Bell Awards                 | Mejor Actriz Revelación            | The Wailing                      | Ganadora  | [ 12 ] |
| 2016 | Korea Film Actors Association Awards | Mejor Actriz Revelación            | The Wailing                      | Ganadora  | [ 13 ] |
| 2017 | 53 Baeksang Arts Awards              | Mejor Actriz Revelación (Película) | The Wailing                      | Nominada  |        |
| 2018 | KBS Drama Awards                     | Teen Popularity                    | The Miracle We Me                | Ganadora  | [ 14 ] |